# جافيفي
جافيفي (بالإسبانية: Javivi)‏ هو ممثل إسباني، ولد في 20 يونيو 1961 في إسبانيا.

## أعمال

### أفلام
- (2016) العثور على التاميرا

## وصلات خارجية
- جافيفي على موقع IMDb (الإنجليزية)
- جافيفي على موقع ألو سيني (الفرنسية)
- جافيفي على موقع قاعدة بيانات الفيلم (الإنجليزية)
- جافيفي على موقع كينوبويسك (الروسية)